# Dombes

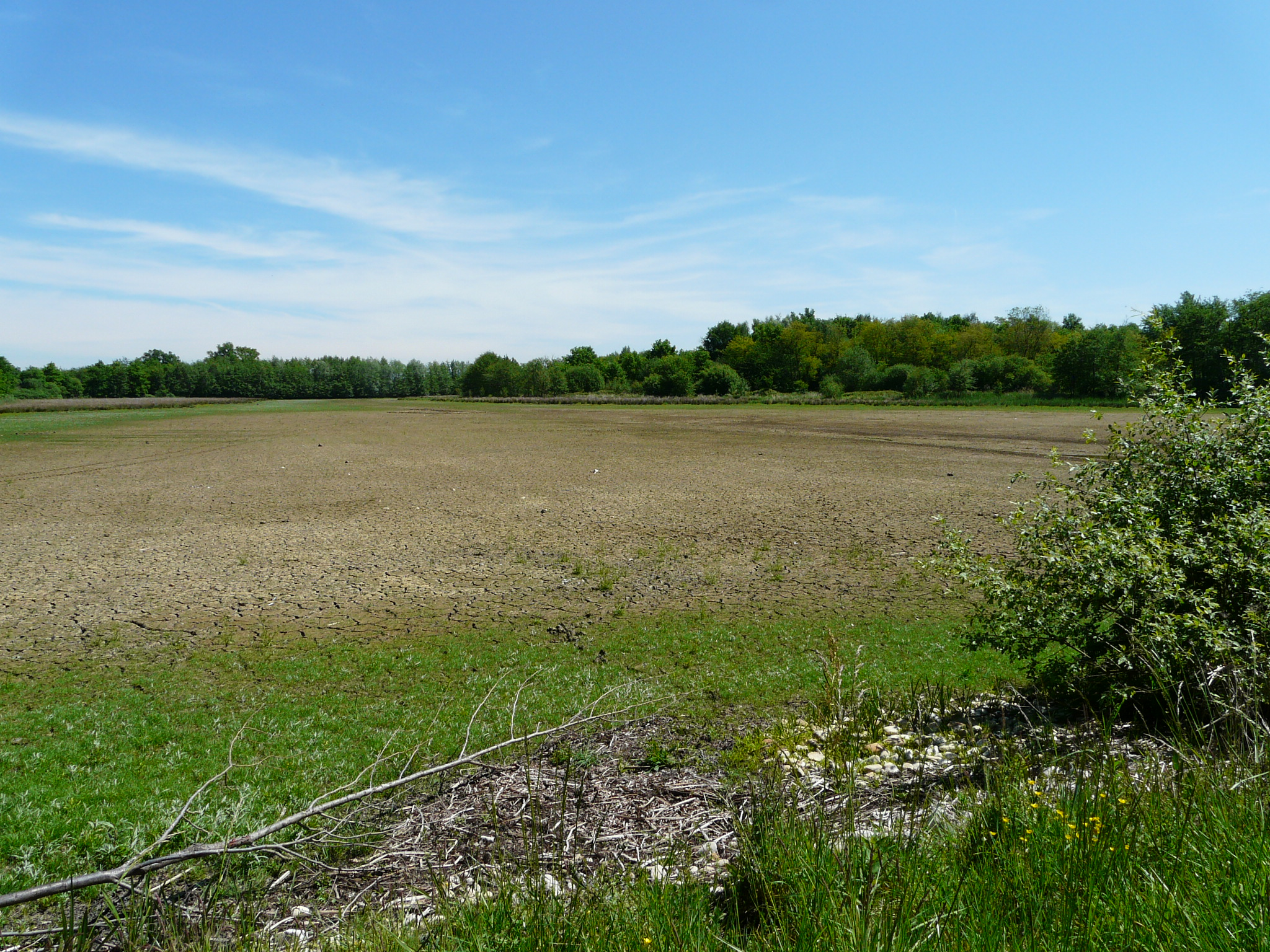
Wyschnięty staw Neuf w pobliżu Bouligneux w Dombes (maj 2014).

Le Dombes (IPA: /dɔ̃b/; fr.-prow.: Domba) to kraina historyczna we wschodniej Francji, dawniej niezależna gmina w prowincji Burgundia a obecnie okręg w departamencie Ain. Dombes od zachodu opływa rzeka Saona, od południa Rodan, od wschodu Ain, a na północy znajduje się dawna prowincja Bresse.

## Topografia

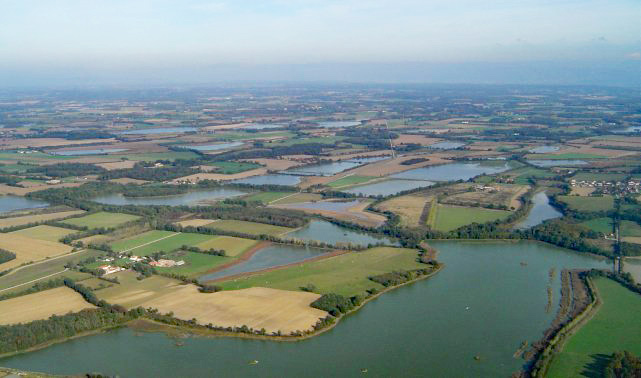
Aerial photo

Region tworzy falisty płaskowyż, od strony rzek Ain i Rodanu (na wys. 300 m n.p.m.) łagodnie obniżający się w kierunku północno-zachodnim. Dombes charakteryzuje się słabo przepuszczalną strukturą polodowcową z gliniastą glebą. W związku z tym występuje tam duża ilość zatrzymujących wodę opadową zbiorników, których wielkość wynosi od 0.14 do 1 km², zajmujących łącznie powierzchnię mniej więcej 93 km². Cała powierzchni Dombes wynosi 1140 km². Stawy te były tworzone i wykorzystywane przez miejscowych właścicieli ziemskich do hodowli ryb już od XV w., a nawet wcześniej. Odejście od rolnictwa na rzecz rybactwa przyczyniło się z czasem do rozwoju epidemii i wyludnienia regionu, co pod koniec XVIII w. doprowadziło do ograniczenia decyzją francuskiego parlamentu powierzchni stawów i masowego ich osuszania (zajmowały one wówczas dwukrotnie większą powierzchnię, niż obecnie). Prace te, wraz z wytyczaniem nowych dróg i innymi inwestycjami infrastrukturalnymi były kontynuowane w XIX w. W celu zintensyfikowania tych działań Napoleon III sprowadził do Dombes trapistów. Rybactwo jest z powodzeniem praktykowane w regionie również obecnie i koncentruje się głównie na hodowli karpia, szczupaka i lina.

## Historia polityczna

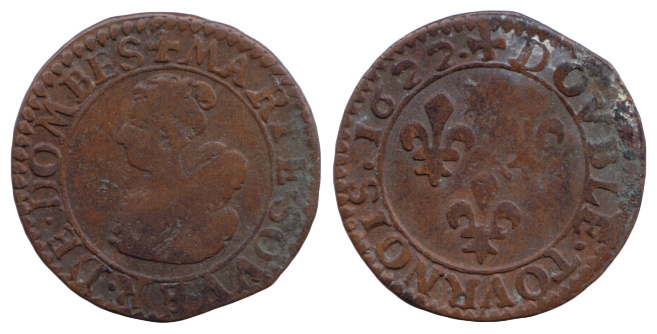
Miedziana moneta z księstwa Dombes, 1622, przedstawiająca ówczesnego suwerena, księżnę Marię Burbon-Montpensier

Le Dombes  (łac. Dumbae) było historycznie częścią królestwa Burgundii (Arelatu), które od XI w. należało formalnie do Świętego Cesarstwa Rzymskiego. Z tej racji jego właściciele wywodzili swoje prawa i odrębność od Korony francuskiej. Gdy w tym czasie rozpoczął się proces politycznej dezintegracji Burgundii, północna część Dombes przeszła we władanie panów Bâgé z sąsiedniego Bresse. W 1219, wskutek małżeństwa Marguerite de Baugé z Humbertem V de Beaujeu, Konetabla Francji, Dombes przeszło w posiadanie rodu panów Beaujeu. Południowa część regionu była dziedziczona przez panów z Thoire i Villars. Wykorzystali oni nałożoną w 1227 na cesarza Fryderyka II Hohenstaufa ekskomunikę do uzyskania całkowitej niezależności od cesarstwa, stając się faktycznie suwerennymi władcami swojej domeny.
W 1400 Ludwik II de Bourbon kupił północną część Dombes, wraz z Bueaujeu, a dwa lata później dokupił od rodu de Thoire et Villars część południową, stając się panem całego regionu. W ten sposób powstało suwerenne księstwo Dombes ze stolicą w Trévoux.
W 1523 Dombes zostało skonfiskowane przez króla Francji Franciszka I i w 1527 podarowane królowej-matce, Ludwice Sabaudzkiej. Po jej śmierci księstwo było kontrolowane przez kolejnych królów Francji. „Okupacja” francuska zakończyła się w 1561, gdy Dombes otrzymał Ludwik III de Montpensier, którego przodkowie władali tym regionem do 1682. Wówczas to Anna Maria Ludwika d’Orleans, księżna Montpensier podarowała Dombes i szereg innych swoich posiadłości najstarszemu z bastardów króla Ludwika XIV, Ludwikowi Augustowi de Bourbon, księciu Maine.
W 1762 młodszy syn Ludwika Augusta i jego drugi następca jako suwerenny książę, Ludwik Karol de Burbon, hrabia Eu, ostatecznie poddał swoją domenę francuskiej Koronie, kończąc tym samym wielowiekową historię Dombes jako niezależnego księstwa na granicy Francji i Świętego Cesarstwa Rzymskiego.
Pomimo swojego niewielkiego rozmiaru i znaczenia historycznego, Dombes słynęło z własnej mennicy i drukarni w Trévoux oraz szkoły w Thoissey.